# Hulikere, Belur
Hulikere là một làng thuộc tehsil Belur, huyện Hassan, bang Karnataka, Ấn Độ.